# Djurgårdsstaden

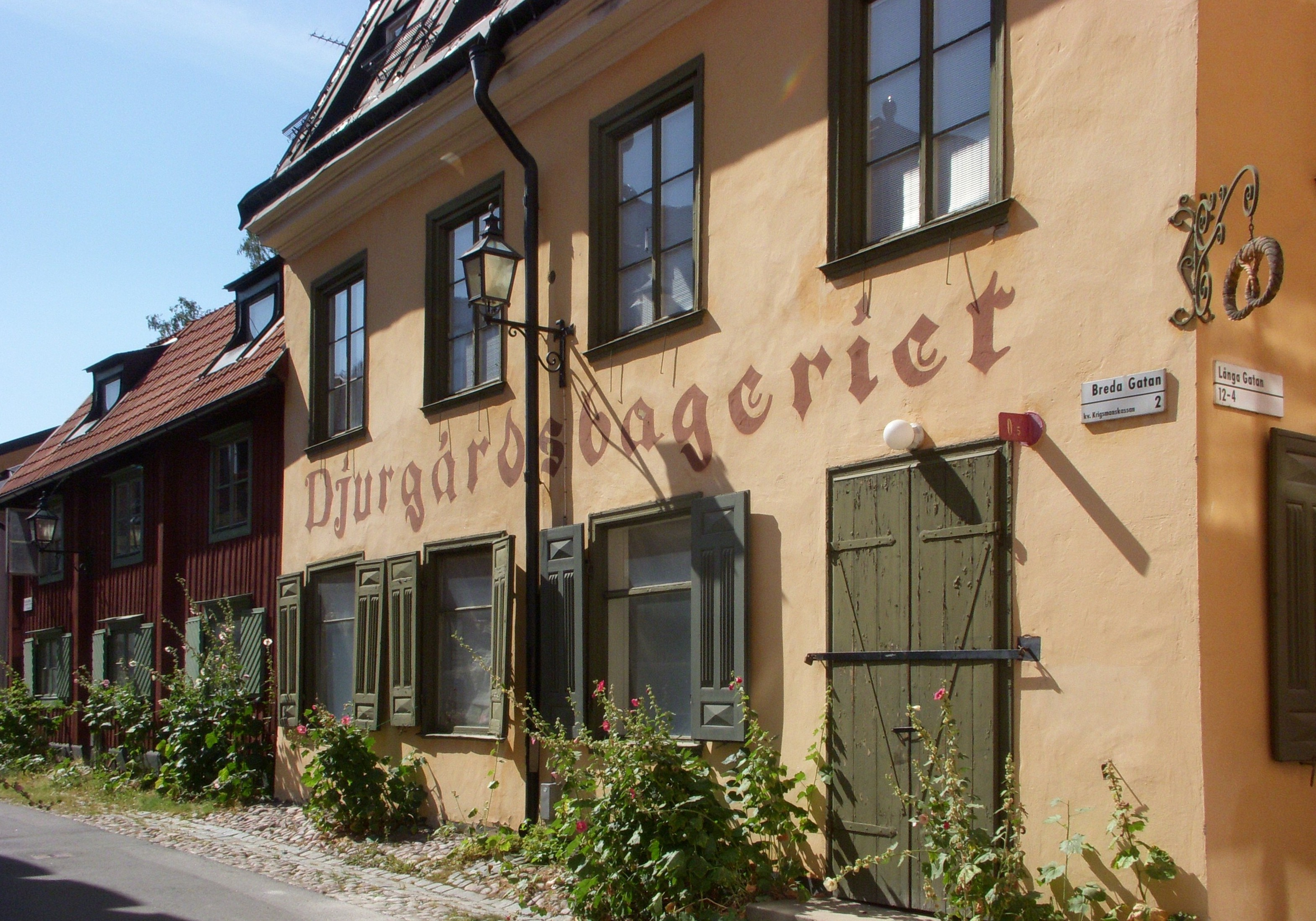
Före detta Djurgårdsbageriet i hörnet Breda gatan och Långa gatan, 2011.

Djurgårdsstaden är ett kulturhistoriskt värdefullt område som ligger på sydvästra Djurgården i Stockholm. Den ligger i Kungliga nationalstadsparken. Den historiska, centrala delen är ett så kallat kulturreservatsområde där nästan samtliga hus är blåklassade av Stadsmuseet i Stockholm, vilket innebär att bebyggelsens kulturhistoriska värde av stadsmuseet anses motsvara fordringarna för byggnadsminnen i Kulturmiljölagen.

## Historia

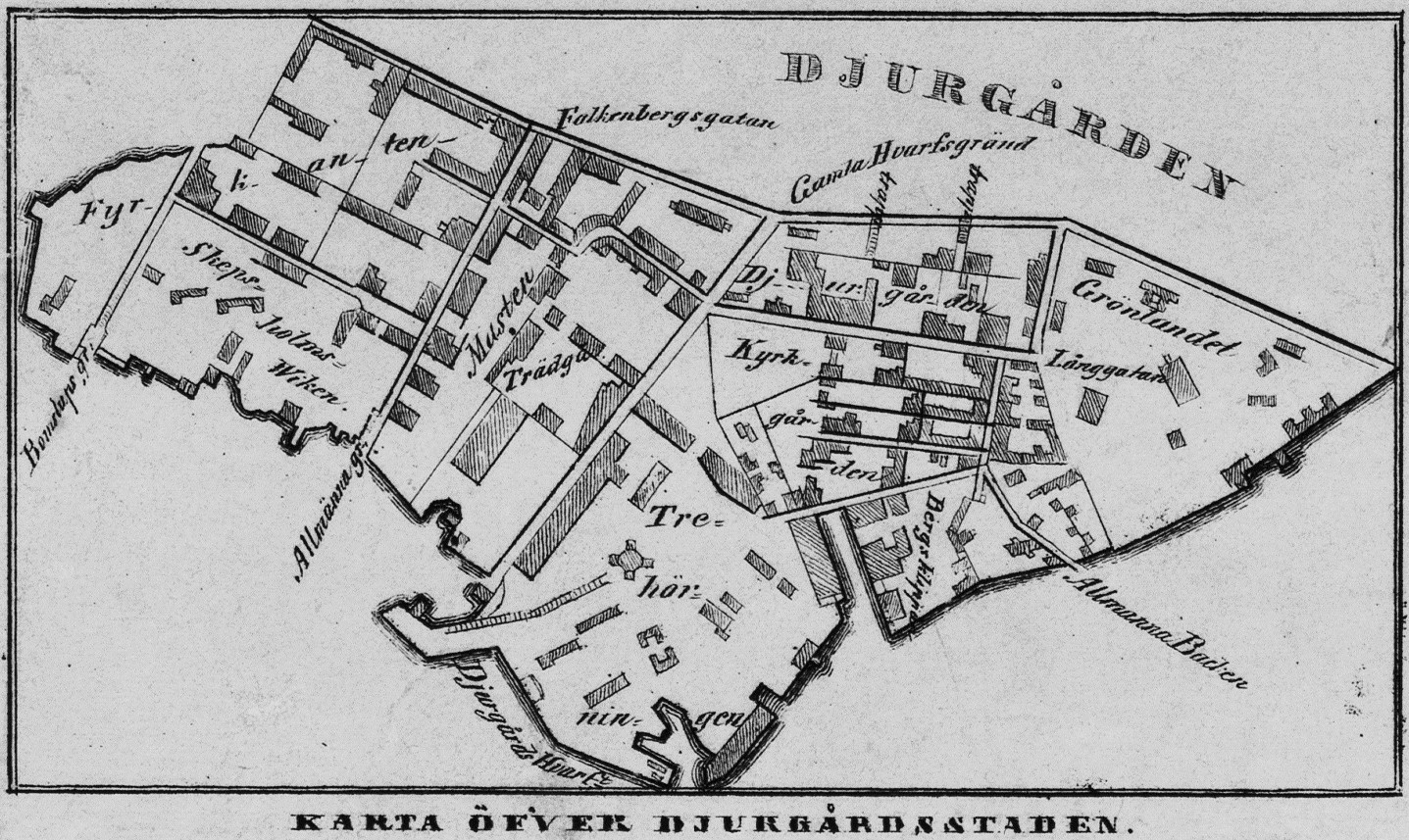
Djurgårdsstaden 1845.

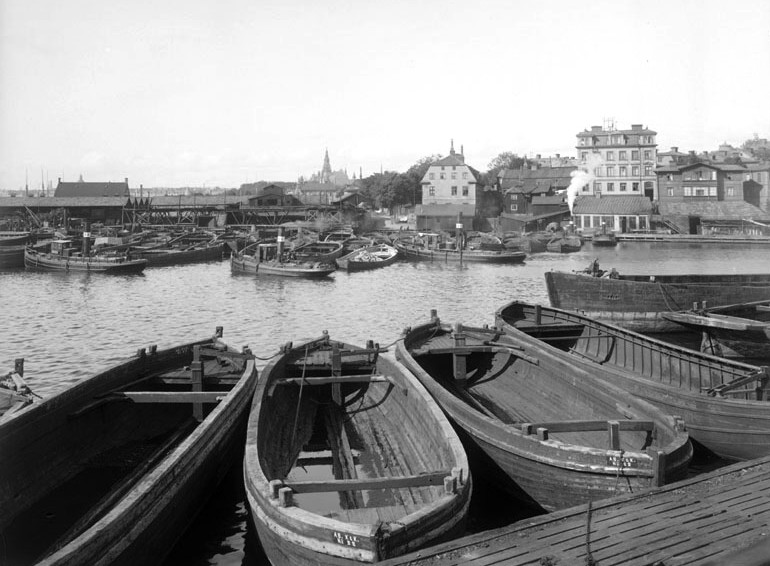
Djurgårdsstaden och varvet, 1900.

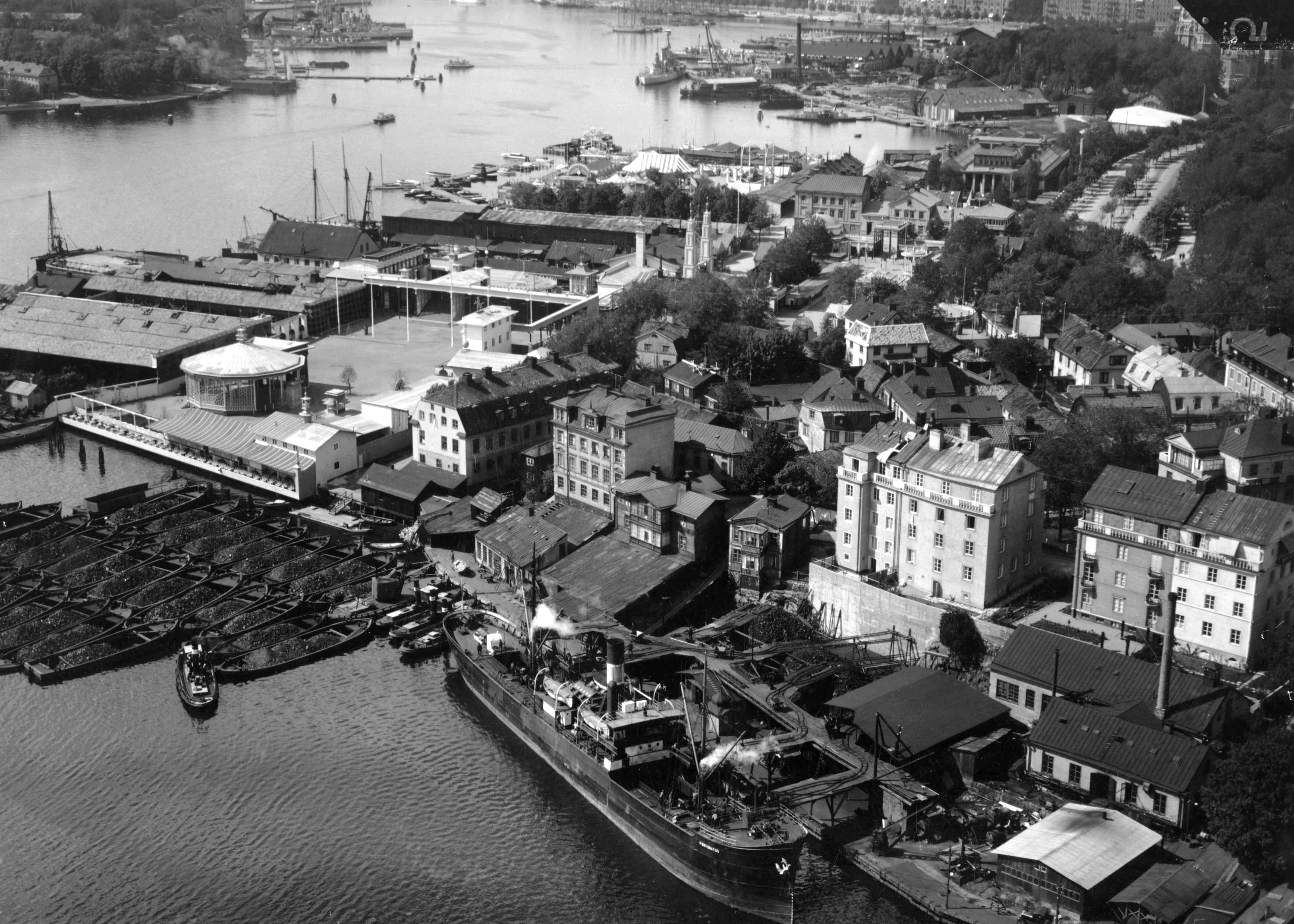
Djurgårdsstaden och varvet, 1928.

Djurgårdsstaden kallades förr Båtsmansstaden. Området avskildes år 1646 från Kungliga Djurgården när Drottning Kristina donerade det till Kungliga Amiralitetens krigskassa för att här inrätta ett sjukhus och bostäder för sjömän. Härom erinrar kvarteret Krigsmanskassan i centrala Djurgårdsstaden. Före 1922 hette detta kvarter Kyrkogården efter den begravningsplats för sjöfolk, som tidigare låg här.
Den första bebyggelsen bestod av fjorton små hus som fungerade som sjukstugor för båtsmän. 1736 ordnades bebyggelse och gatunät genom en stadsplan upprättad av stadsingenjör Petrus Tillaeus. Strandområdet söder om Djurgårdsstaden nyttjades tidigt för båtbyggeri. Kända entreprenörer och skeppsbyggare som Ephraim Lothsack, Gustaf Kierman och Fredrik Henrik af Chapman var verksamma här (se Djurgårdsvarvet). Lothsack och Kierman fanns bland de första varvsägarna.
En av de mera iögonfallande byggnader är gamla Djurgårdsbageriet, i hörnet Breda gatan och Långa gatan, med stort text Djurgårdsbageriet på fasaden och en kringla på hörnet. Stenhuset med gula putsfasader uppfördes år 1852 för bagare Johan Thiel efter stadsarkitekt Axel Nyströms ritningar. På platsen hade 1736 sockerbagaren Kurou sin verksamhet. 
Numera består Djurgårdsstadens gamla stadskärna huvudsakligen av trähus från 1700- och 1800-talen som enligt arkitekturhistorikern Fredric Bedoire räknas till Stockholms mest helgjutna bebyggelse från den tiden. Husen fungerade som bostäder åt arbetarna vid Djurgårdsvarvet och tjärvräkare (tjärkontrollanter) vid ett tjärhov på Södermalm, som 1886 flyttades till Beckholmen. Mer ståndsmässiga tvåvåningshus kom till senare, de är panelade och målade i klassicismens ljusa färger och kantar de båda huvudgatorna Långa gatan och Breda gatan, medan rödmålade stugor omger de kuperade små gatorna Östra Varvsgatan och Sjömansgränd. Vid Östra Varvsgatan utspelar sig Stieg Trenters deckare Kalla handen.
Idag bor det cirka 200 personer i dessa hus. I områdets utkanter blandas äldre byggnader med höga hyreshus från 1920-talet och 1930-talet. Bebyggelsen i Djurgårdsstadens centrala del utgör ett så kallat kulturreservatsområde, som omfattar ett antal fastigheter i ett bevarat kulturhistoriskt område. Husen ägs och förvaltas av  AB Stadsholmen som är ett dotterbolag till AB Svenska Bostäder. Hela området är även en del av Kungliga Nationalstadsparken.

## Karta från 1736

Karta över Kungliga Amiralitetsplatsen på Djurgården. Stadsplan upprättad av Petrus Tillaeus och daterad i februari 1736.

## Gator och torg i urval

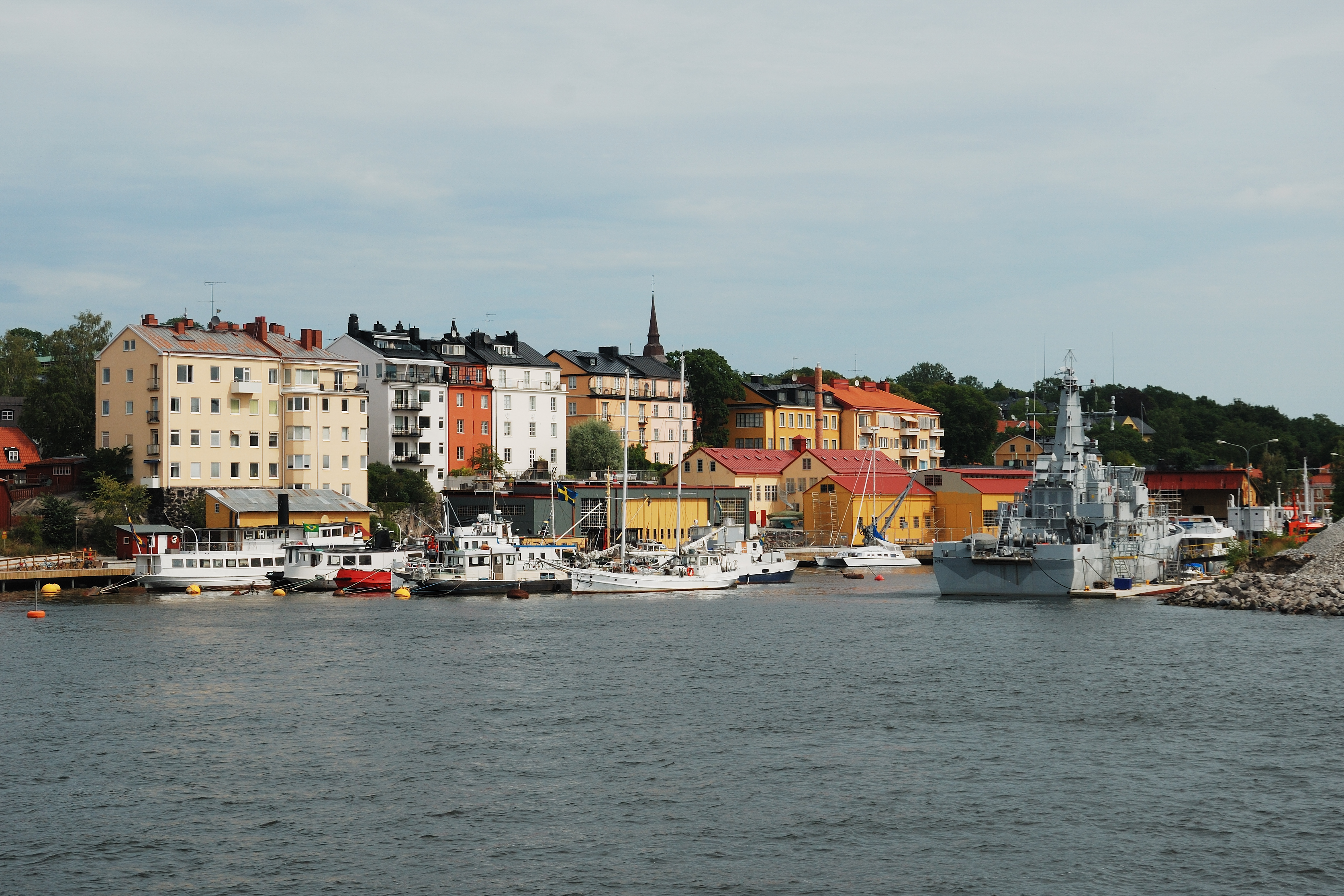
Djurgårdsstaden sedd från Saltsjön med hyreshusen från 1920- och 1930-talen.

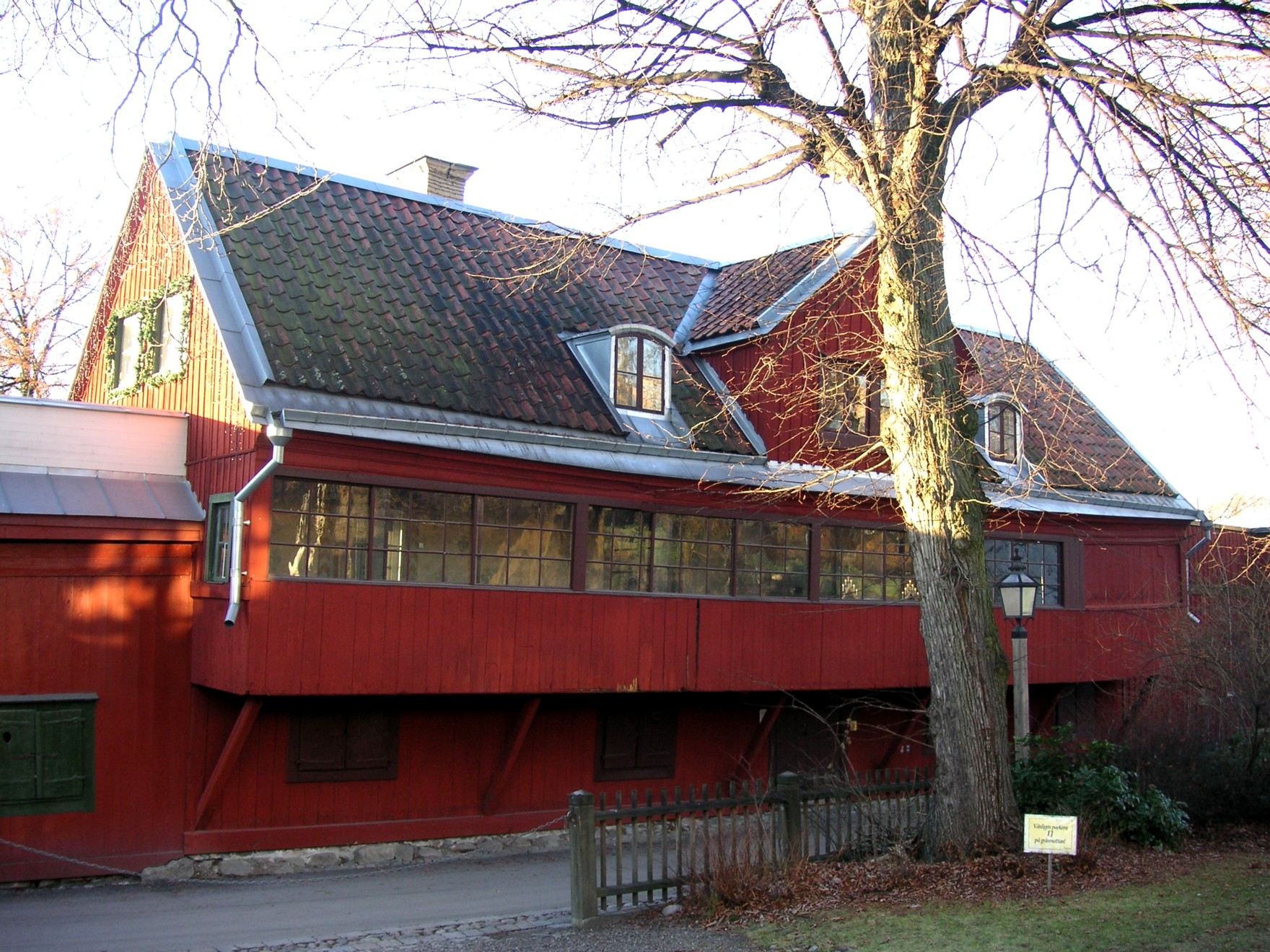
Bellmanshuset.

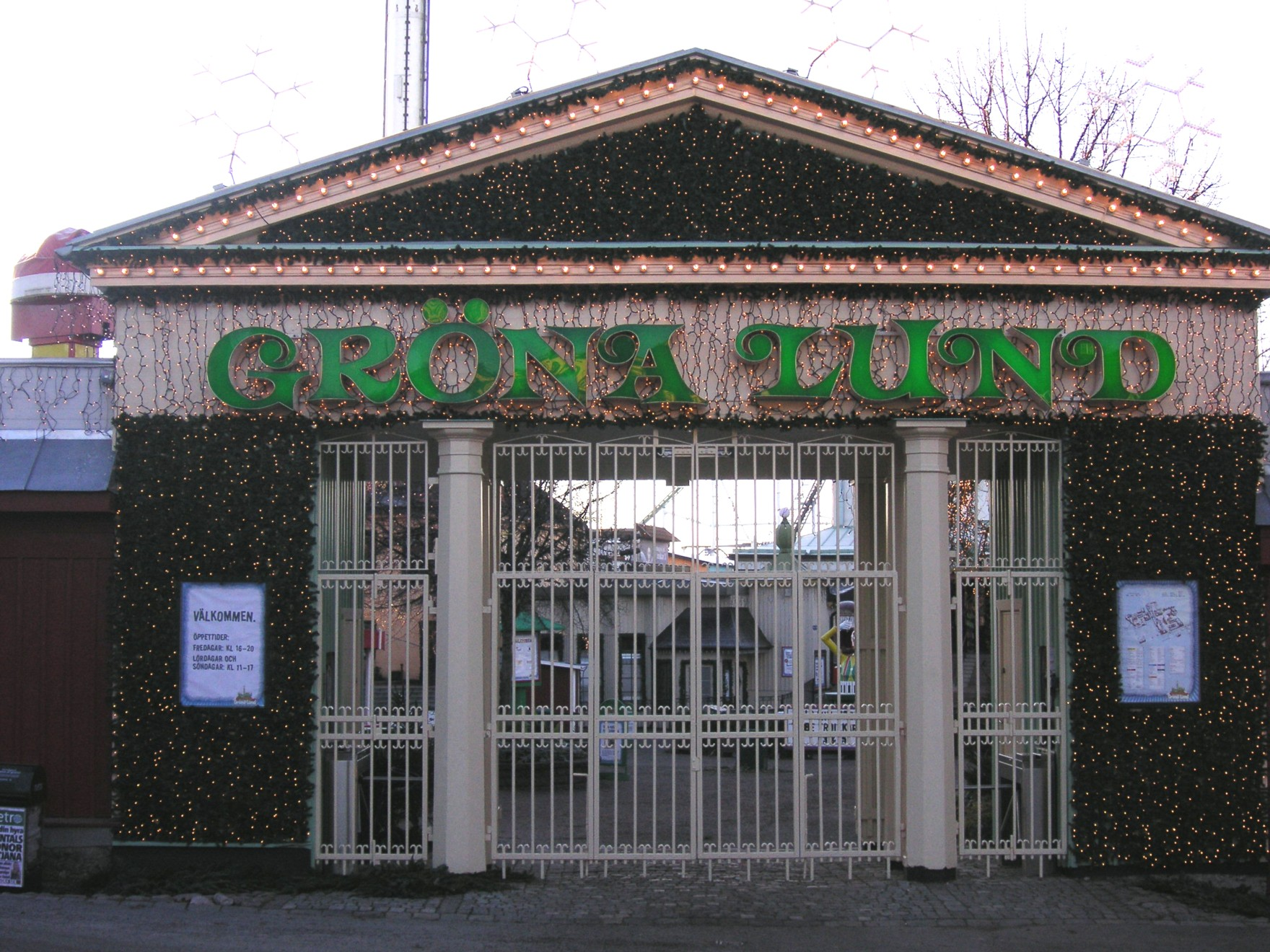
Gröna Lunds lilla entré.

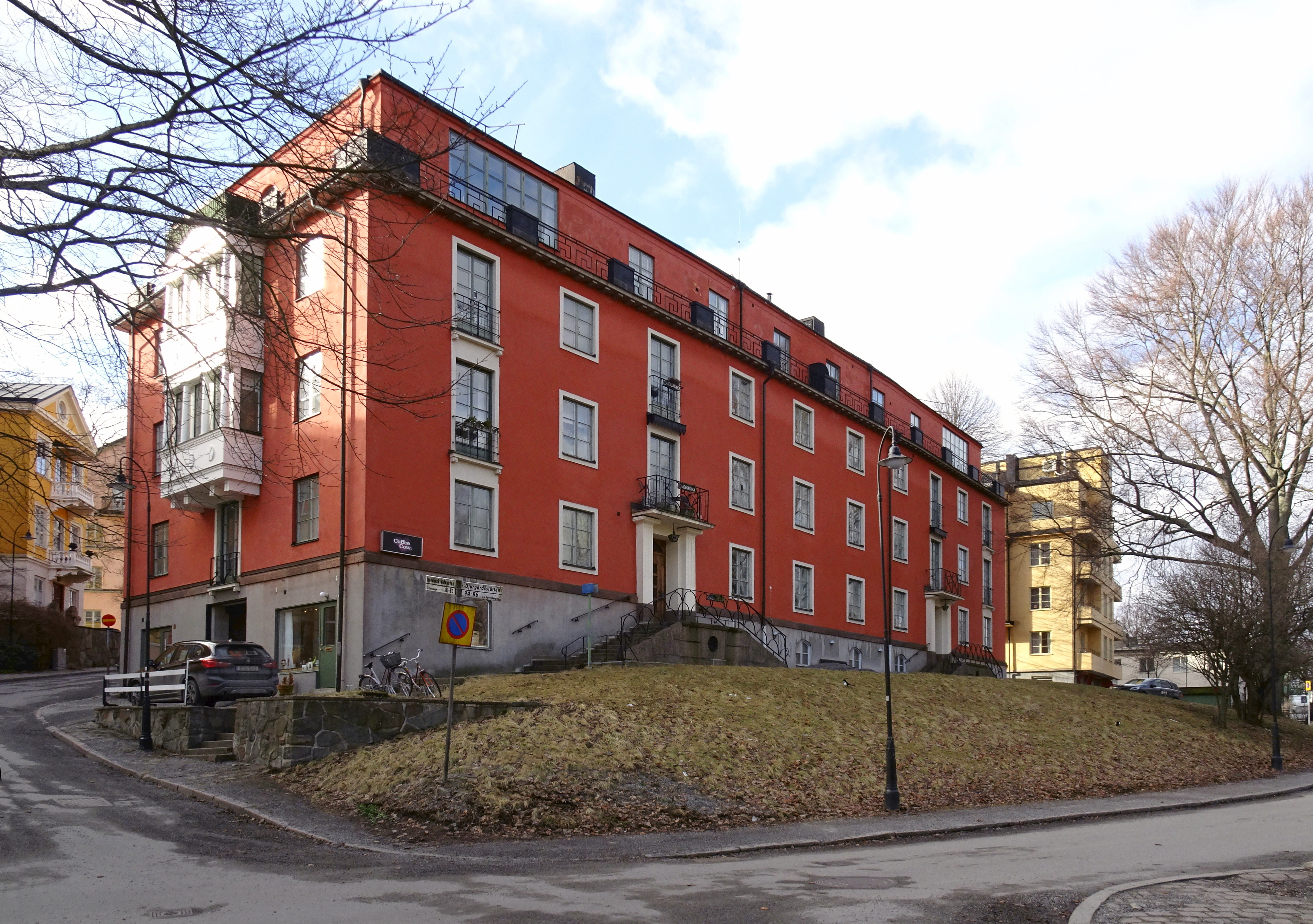
Nordenskiöldsgatan 85-87 uppfördes 1923-1924, arkitekt David Dahl.

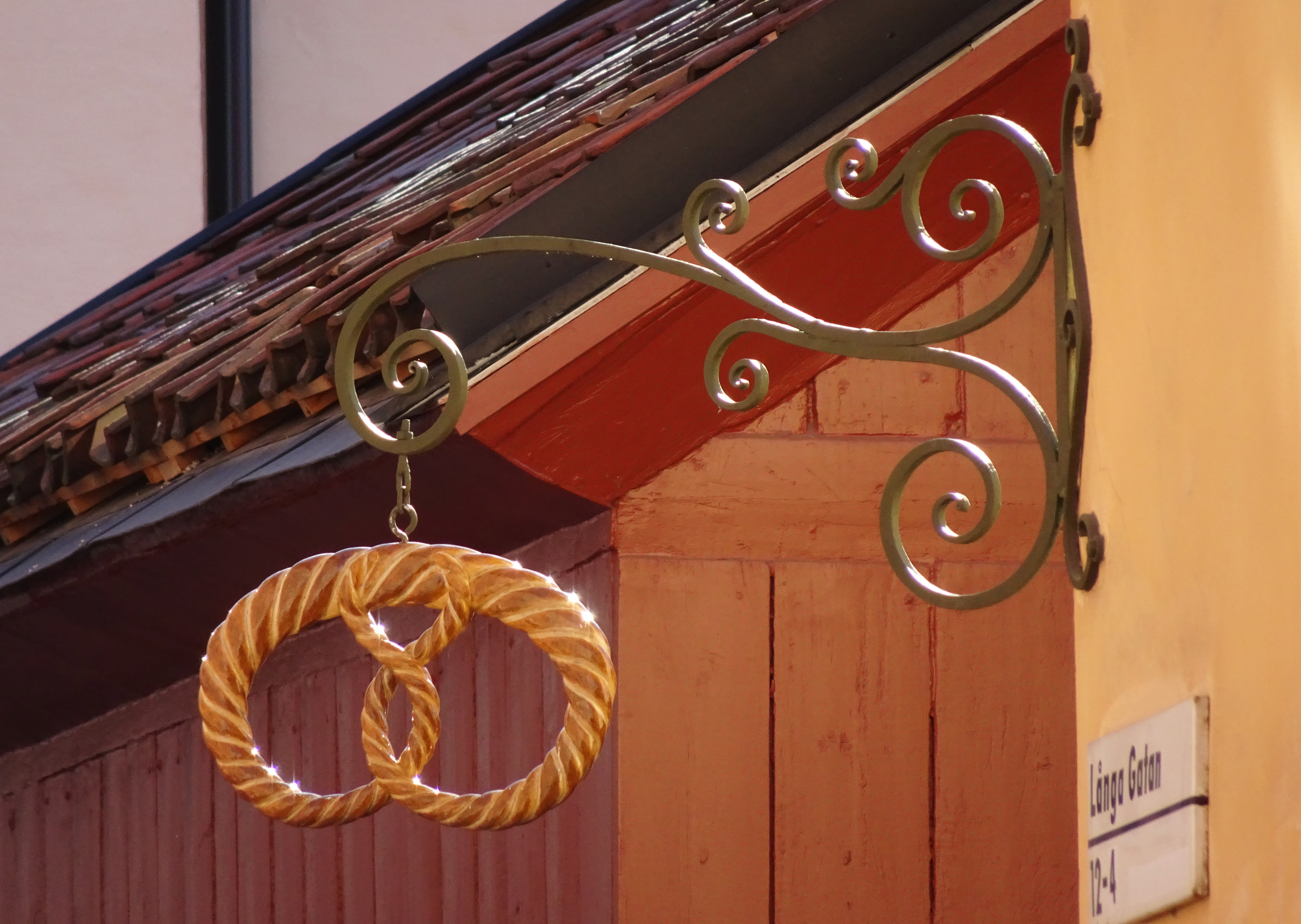
Djurgårdsbageriets kringla.

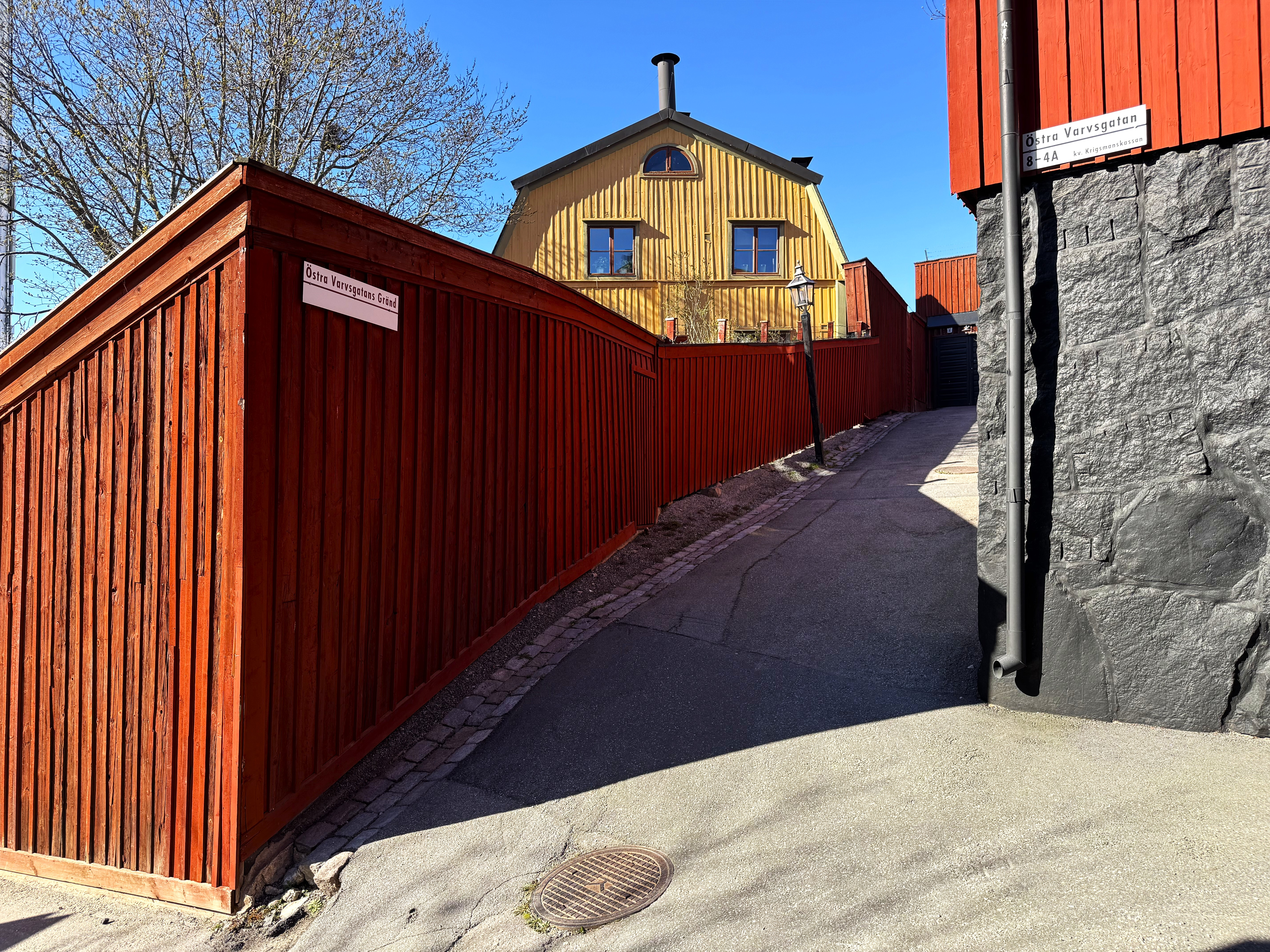
Östra varvsgatan och Östra varvsgatans gränd.

I alfabetisk ordning:

### Andréegatan
Se Nordenskiöldsgatan.

### Bergsgränd
Bergsgränd sträcker sig från Breda gatan mot nordväst in i den historiska trähusbebyggelsen. Namnet är belagt sedan 1826 och härrör förmodligen från intilliggande kvarteret Bergsklippan. Terrängen är bergig.

### Breda gatan
Breda gatan kallades 1806 för Breda gränden och det är endast Djurgårdsstadens små förhållanden som kan ha gett anledning till att betrakta gatan som bred. I hörnet Breda gatan/Långa gatan låg förr Djurgårdsbageriet i ett putsat tvåvåningshus. Djurgårdsbageriet byggdes 1852 av bagaren Johan Thiel. Vid Breda gatans slut finns Skampålens torg.

### Lilla Allmänna gränd
Lilla Allmänna gränd är Falkenbergsgatans fortsättning genom Gröna Lund fram till Djurgårdsstaden. Liksom Allmänna gränd härrör namnet från 1800-talets början (Allmänna gatan 1806) och antyder att gatan var öppen för allmänheten. Vid Lilla Allmänna gränd finns en röd/gul byggnad med torn och mycket snickarglädje, det är före detta Djurgårdens brandstation som byggdes med anledning av Allmänna konst- och industriutställningen 1897 och som var i drift fram till 1927. Mittemot står den faluröda Mjölnargården med loftgång. Byggnaden hade två flyglar och en liten trädgård med namnet Gröna Lunden, på andra sidan mot Långa Gatan finns Bellmanshuset. Lilla Allmänna gränd delar Gröna Lund i två avdelningar, en liten brobyggnad förbinder båda sidor.
Lilla Allmänna gränd 9 är det gamla så kallade Apotekshuset med anor från 1740-talet. Huset uppfördes på uppdrag av Gustaf Kierman i Ostindiska Kompaniet. Huset har varit djurgårdsvarvets chefsbostad och båtbyggaren af Chapman har också bott i huset. Apotek blev det i samband med Stockholmsutställningen 1897. Huset övertogs 1938 av Gröna Lund och blev tivolits kontor. Huset är kulturhistoriskt känt genom väggmålningarna med en rad allegorier som inspirerade Bellman till några av Fredmans epistlar. Här återfinns även Järnvågshuset.

### Långa gatan
Långa gatan är den längsta gatan i kvarteret, den är hela 150 meter lång och löper parallellt med Beckholmsvägen. I dess nordvästliga ände finns Gröna Lunds gamla huvudentré och mitt på gatan ligger ett litet rött hus med nummer 10 B, entrédörren är inte högre än 1,50 meter, det är Dödgrävarens hus. Dödgrävarbostaden är en enrumsstuga från 1770-talet, det är timrat och panelat och rödfärgat. Inne på gården finns ett litet hus med tjocka väggar av gråsten, det är den tidigare likboden. Det behövdes en dödgrävare i kvarteret för här lät Karl XI anlägga en kyrkogård, den låg söder om Långa gatan.
På Långa gatan 12 ligger det hus som förr hyste Djurgårdsbageriet. Huset har en trädgård på baksidan med ett stort träd.
Nere vid gatans krök finns det faluröda Bellmanshuset byggt i mitten på 1700-talet. Huset har en lång svalgång, det var tidigare mycket vanligt på träbyggnader i Stockholm. Det målade taket och väggarna i huset har tagits fram och varsam renoverats. Vid dess södra gavel ligger Låga längan.

### Nordenskiöldsgatan

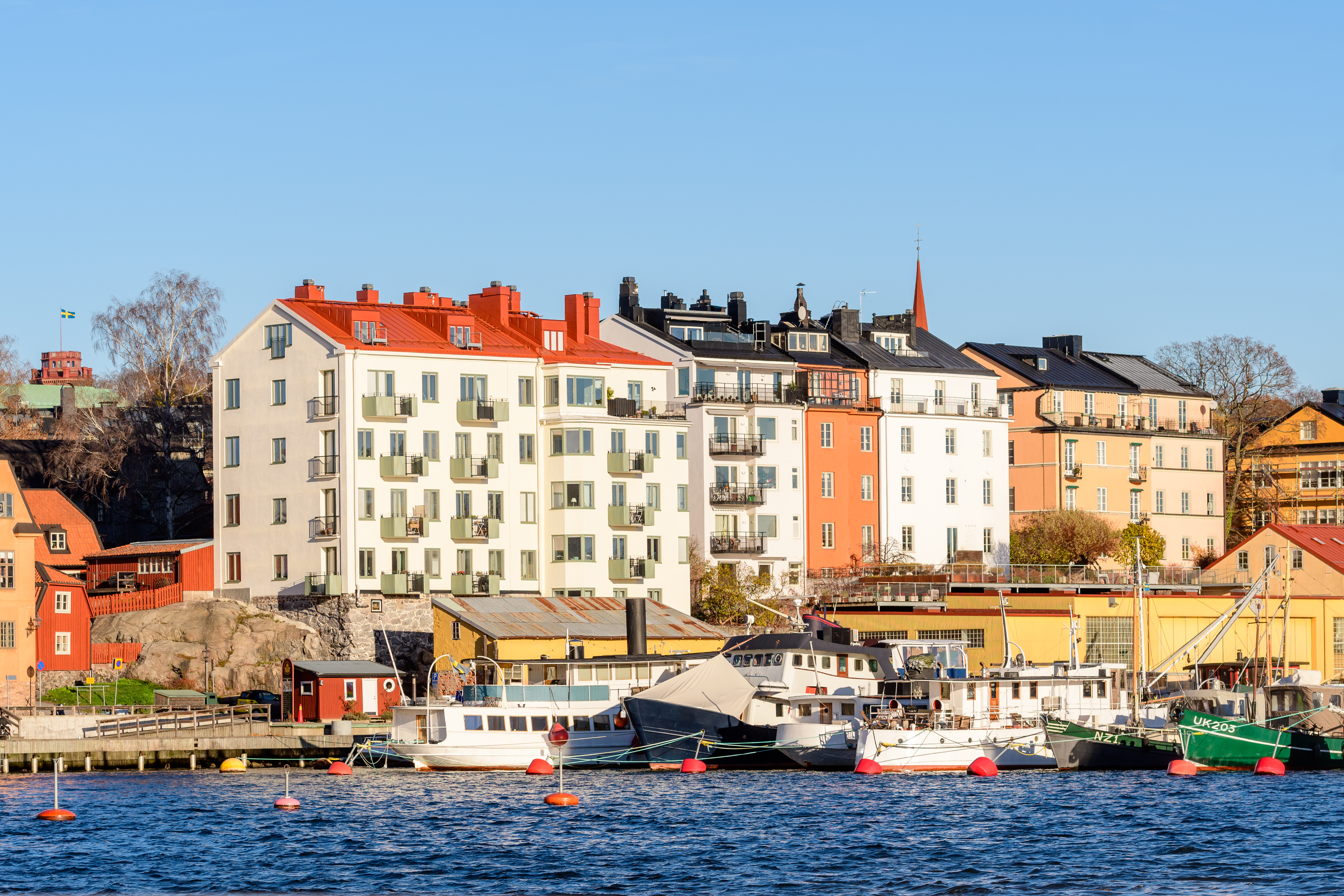
Nordenskiöldsgatans bebyggelse från vattnet.

Bortom Skampålens torg ligger Nordenskiöldsgatan i kvarteren Halsen, Spetsbergen och Grönland. Gatan är uppkallad efter Adolf Erik Nordenskiöld, som fann Nordostpassagen på sin forskningsresa med skeppet Vega 1878-1880. Mannen bakom namnförslaget till gatan var Karl P. Dahlström, vän och arbetskollega till Salomon August Andrée, han som år 1897 misslyckades med sin ballongexpedition till Nordpolen. Även han har fått en gata uppkallat efter sig i området genom Dahlströms initiativ. Nordenskiöldsgatan liksom Andréegatan fick sina namn 1920.
På fastigheten Grönland 19 (Nordenskiöldsgatan 84) ligger Görgeska huset med anor från 1760-talet och uppkallat efter sin ägare grosshandlaren Lorentz Görges (1723–1803). På 1860-talet blev Stockholms Ångslups AB ägare och deras grundare och direktör sjökapten Frans Theodor Dahlström (1821–1892) hade sin bostad här under lång tid. Fastigheterna i gatans östra del bebyggdes på 1920-talet med nuvarande flerbostadshus. Spetsbergen 11 och 12 (Nordenskiöldsgatan 85-87 respektive 81) uppfördes 1923-1924 efter ritningar av arkitekt David Dahl i för tiden typisk 1920-talsklassicism. Andra här representerade arkitekter är Ture Sellman (Nordenskiöldsgatan 83), Carl Åkerblad (Nordenskiöldsgatan 78 och 82) och Josef Östlihn (Nordenskiöldsgatan 76).

### Sjömansgränd
Sjömansgränd sträcker sig från Breda gatan mot nordväst in i den historiska trähusbebyggelsen med båtmansstugor. Gränden fick sitt namn 1822.

### Skampålens torg
Skampålens torg är inget officiellt gatunamn. Det ligger där Breda gatan slutar och där Östra varvsgatan övergår i Nordenskiöldsgatan. Torget har uppkallats efter en skampåle i form av en båtsmansfigur, som stod där. Den dömda fästes vid en halskedja. Figuren stals en höstnatt 1849. Vid torget (adress Östra varvsgatan 1) ligger en liten röd stuga med fönsterluckor, huset är från 1749. Stugan är timrad och panelad och har brutet tak mot öster och sadeltak mot väster. Fönsterluckorna har små kikhål ut mot torget. Huset disponeras av Djurgårdens hembygdsförening.

### Östra varvsgatan
Östra varvsgatan är Nordenskiöldsgatans förlängning mot väster och ansluter till Lilla Allmänna gränd. Namnet är belagd sedan 1817.

## Bilder, byggnader i urval

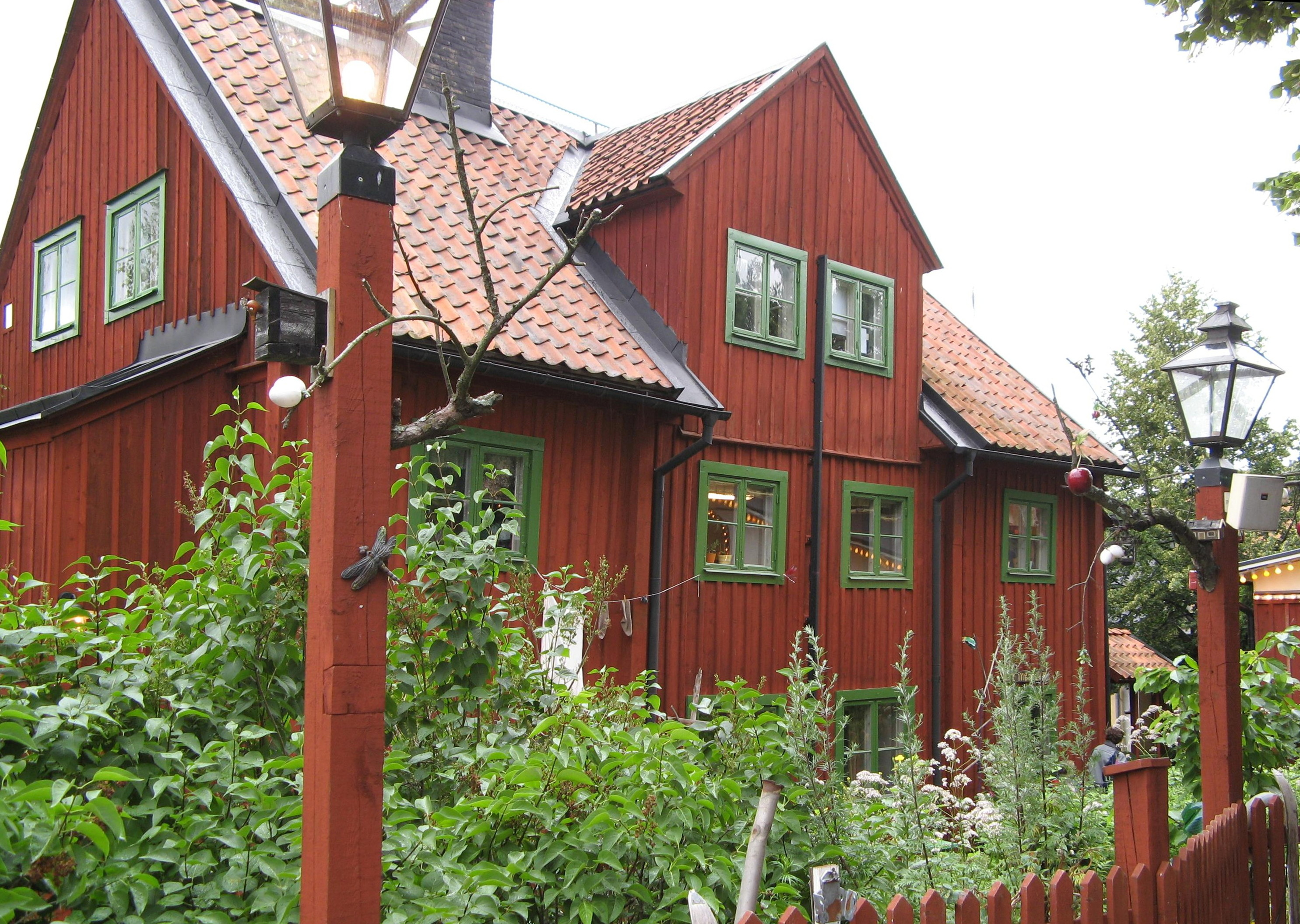
Mjölnargården Lilla Allmänna gränd 3.
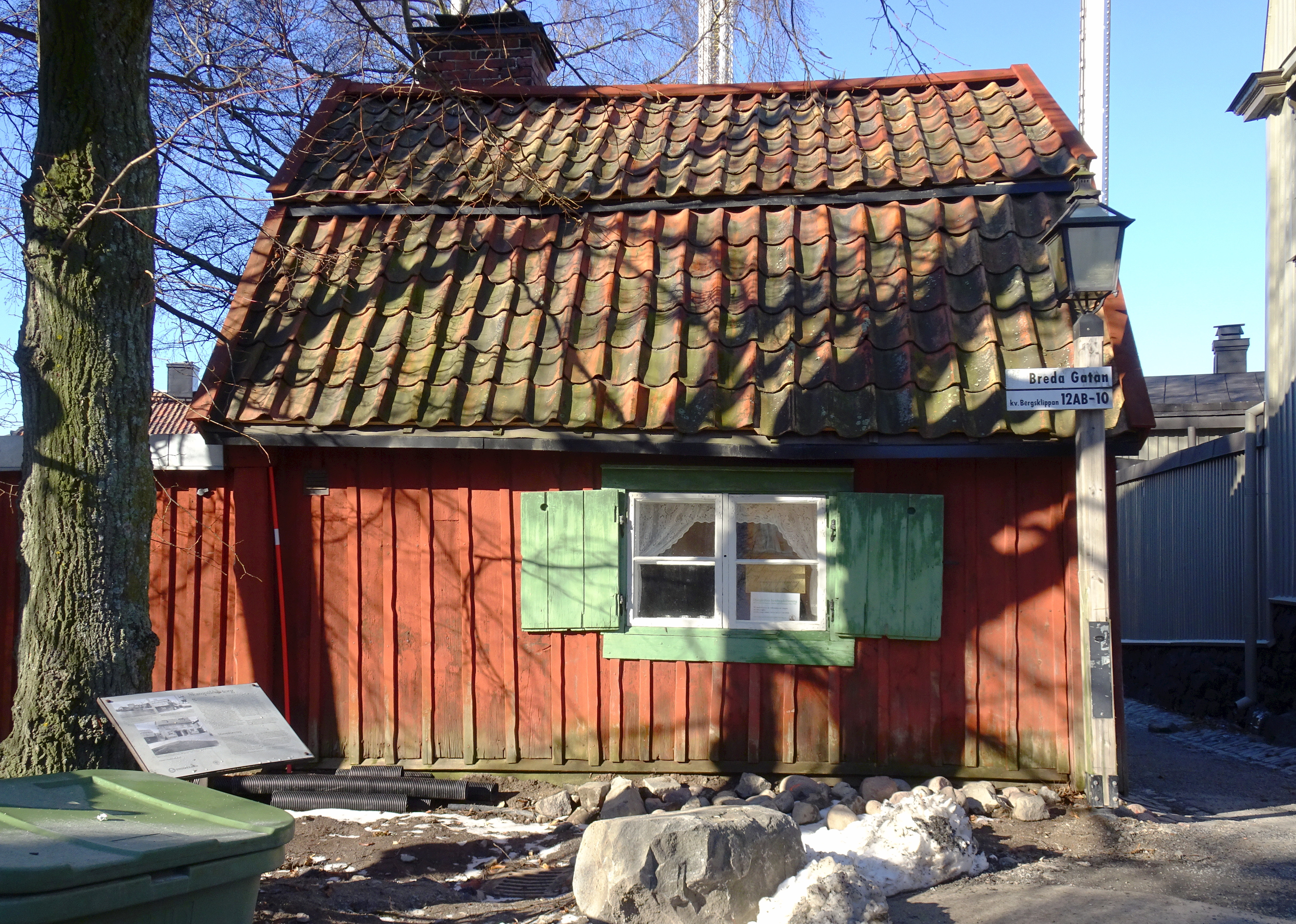
Skampålens torg Breda gatan / Östra varvsgatan.
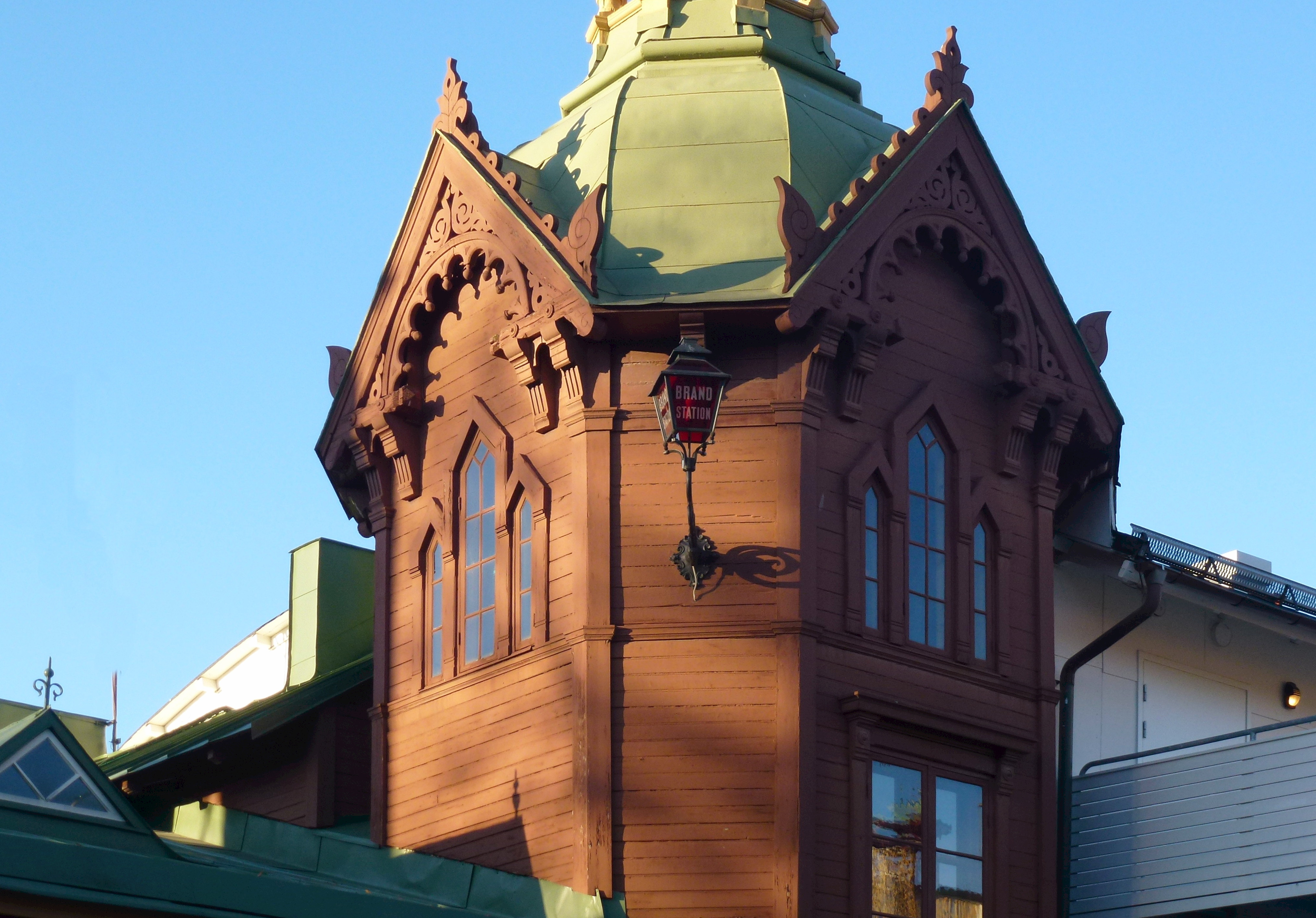
Djurgårdens brandstation Lilla Allmänna gränd 2.
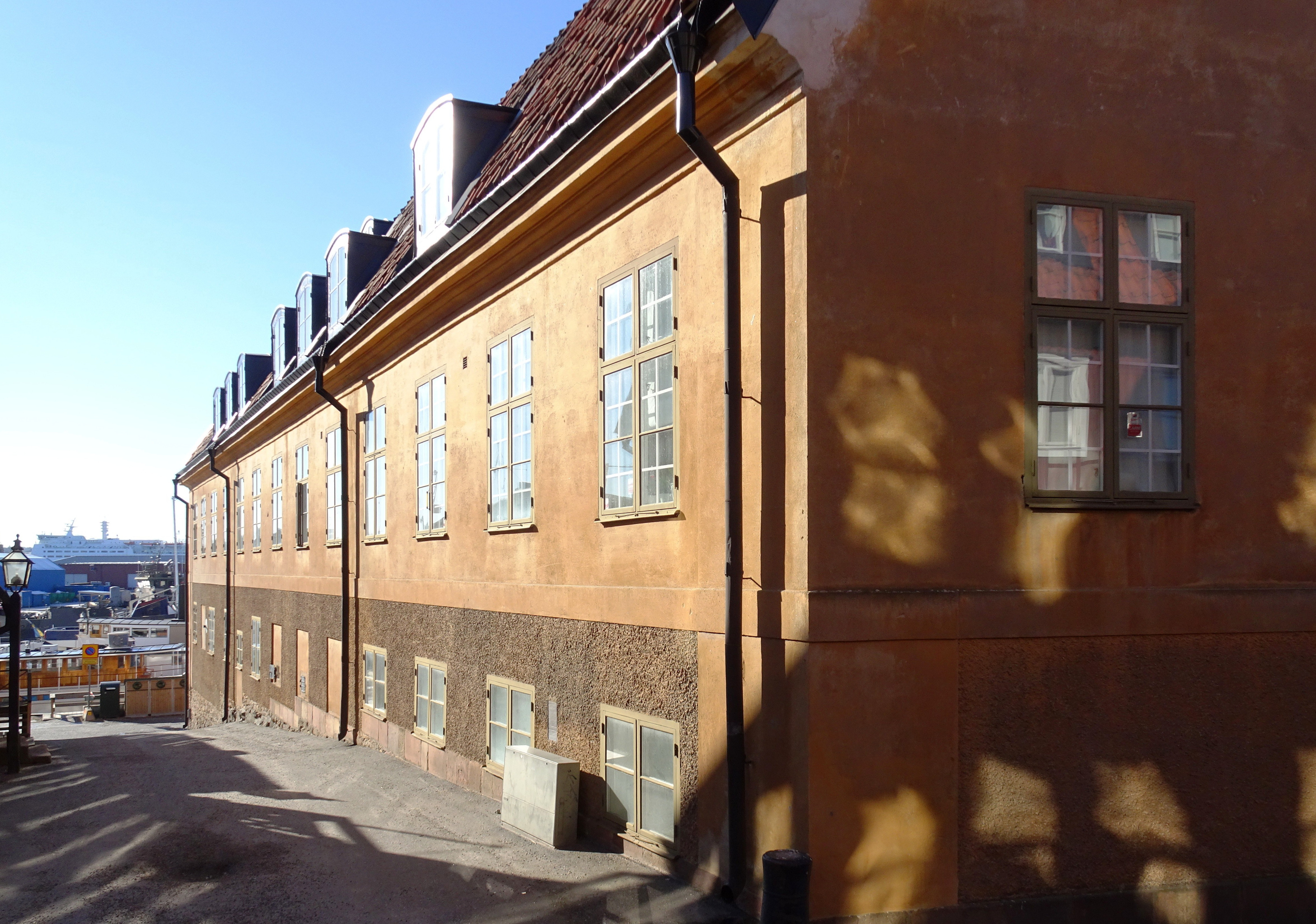
Djurgården 1:35, f.d. Räntmästarhuset, Lilla Allmänna gränd 15-17.
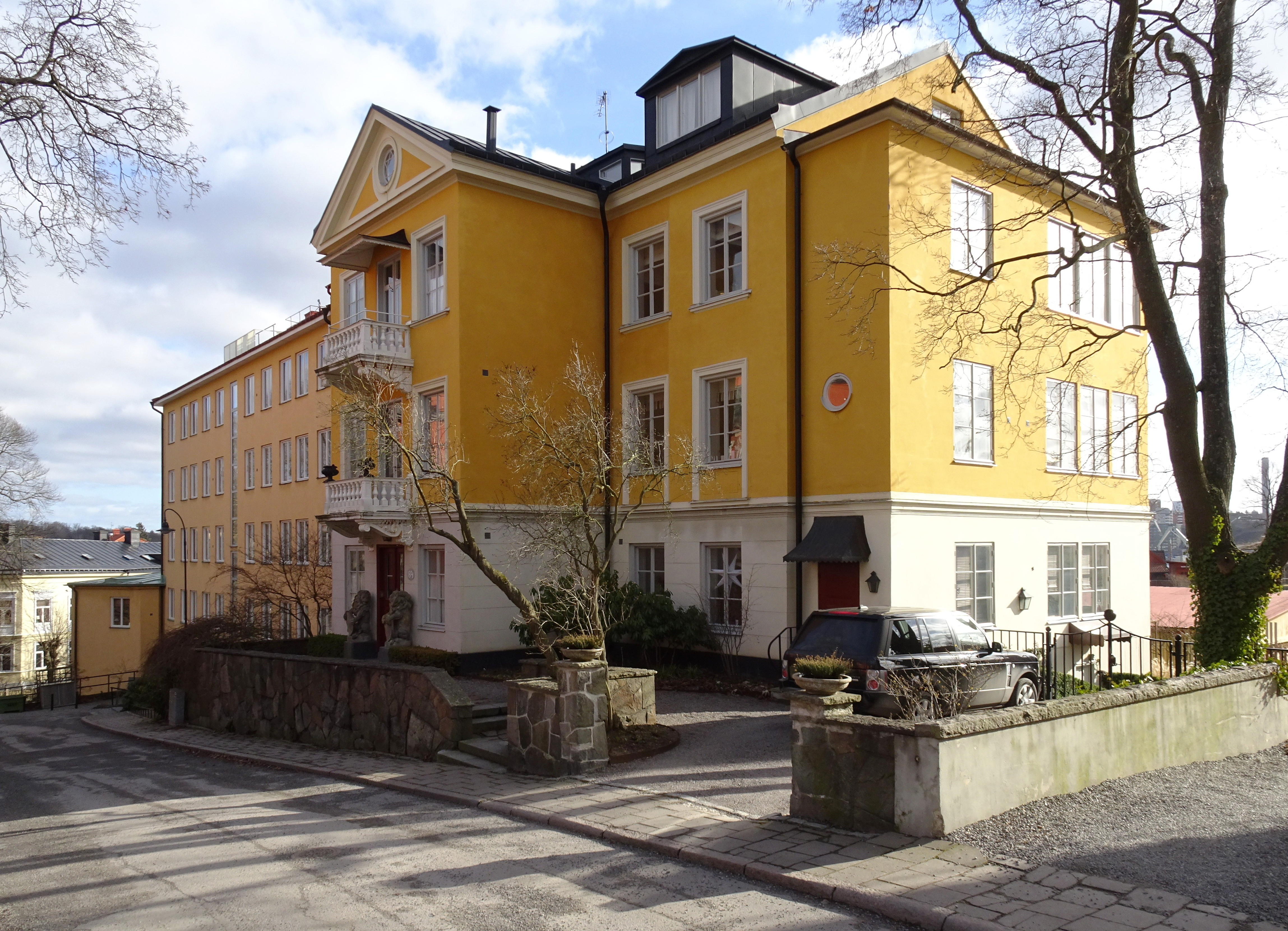
Görgeska huset Nordenskiöldsgatan 84.

## Flygfoto över Djurgårdsstaden

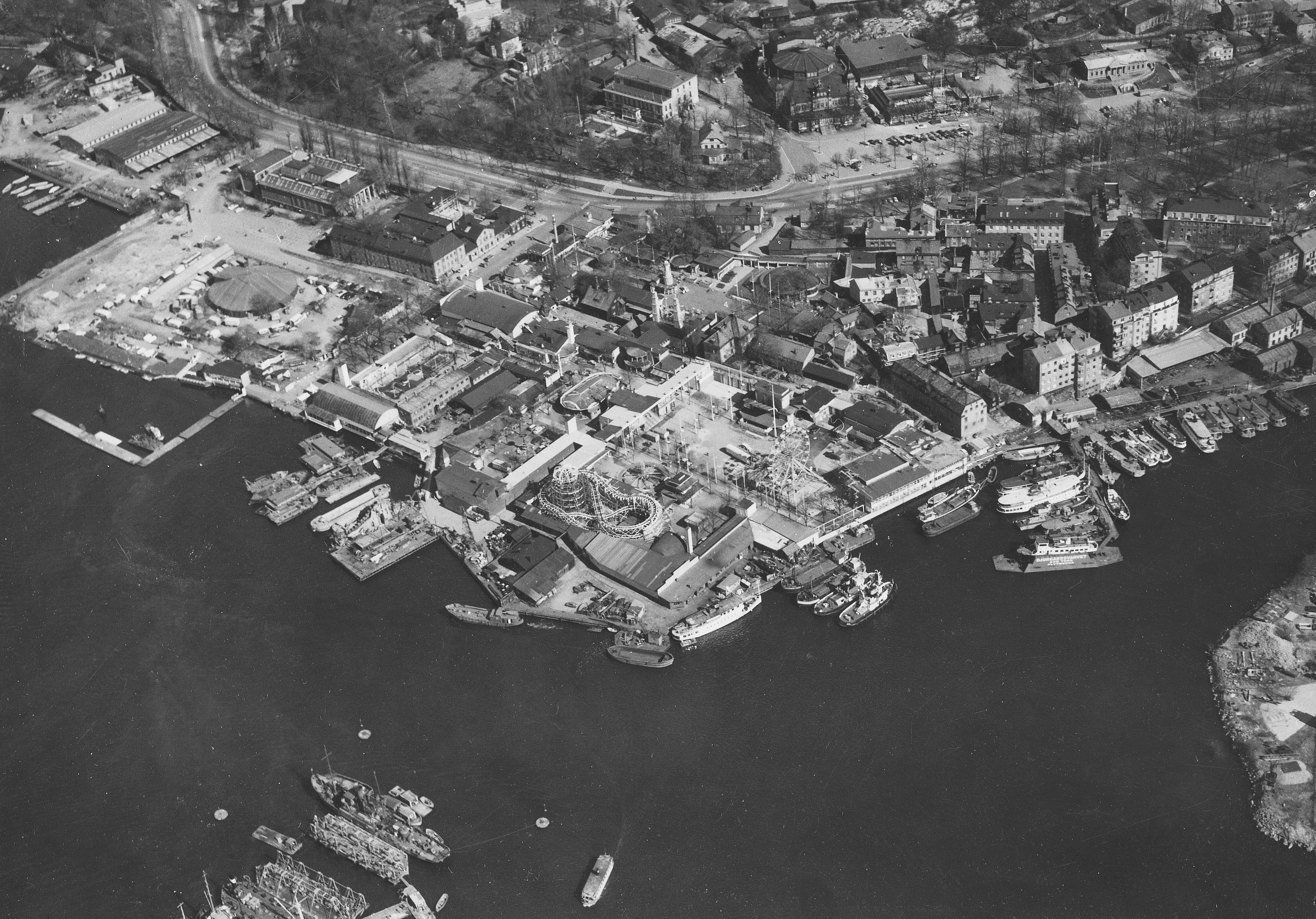
Djurgårdsstaden och Gröna Lund, i förgrunden pågår bärgningen av Regalskeppet Vasa. Flygfotografi av Oscar Bladh, 1961.

## Intressanta anläggningar och områden
I alfabetisk ordning
- Beckholmen
- Beckholmsbron
- Beckholmssundet
- Djurgårdens brandstation
- Djurgårdsvarvet
- Galärvarvet
- Gröna Lund